# Parroquia de Jefferson

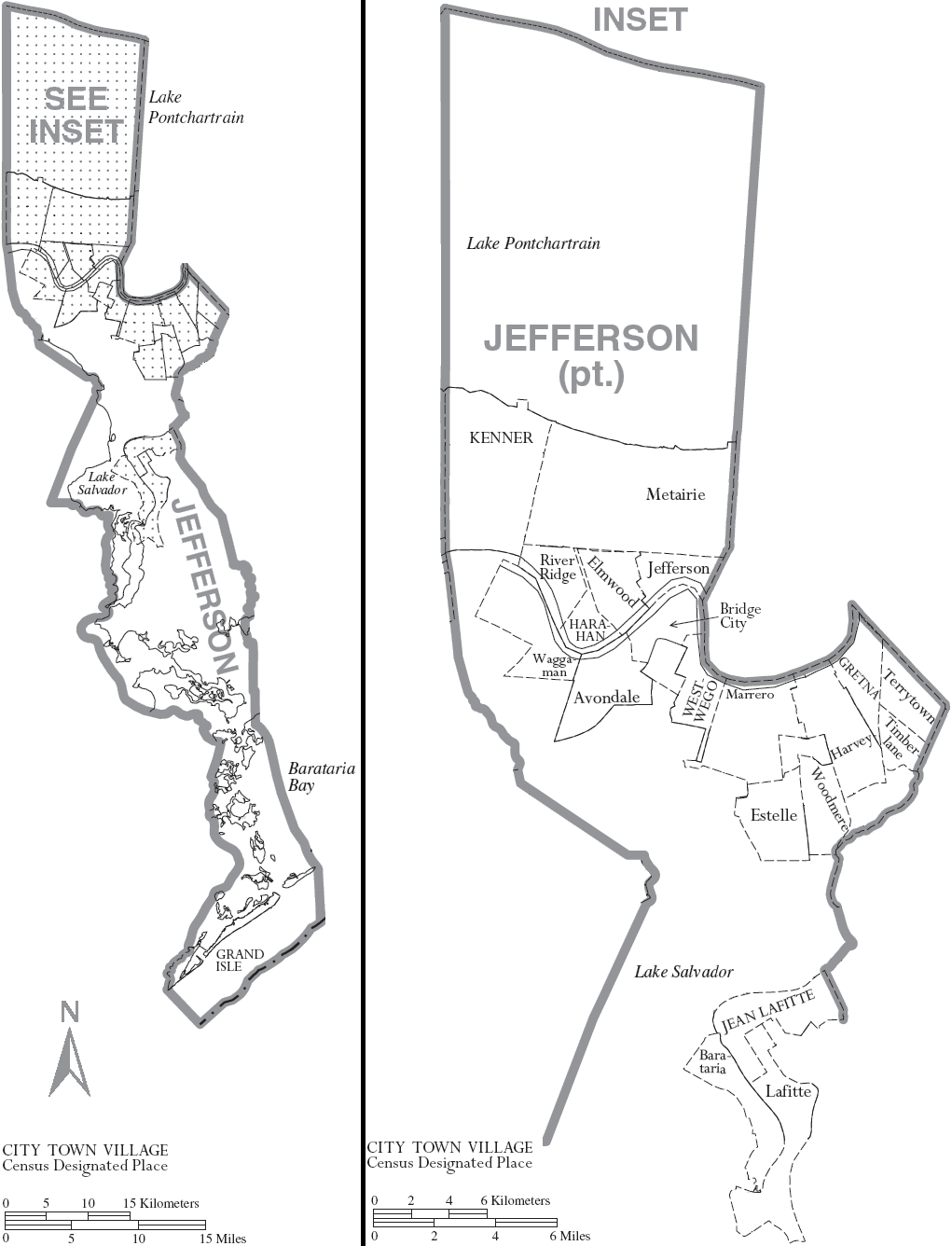
Mapa de la parroquia de Jefferson.

La parroquia de Jefferson (en inglés: Jefferson Parish), fundada en 1825, es una de las 64 parroquias del estado estadounidense de Luisiana. De acuerdo con el Censo de 2010 jefferson tenía una población de 432,552 habitantes, con una densidad poblacional de 573 personas por km². La sede de la parroquia es Gretna.

## Geografía
Según la Oficina del Censo, la parroquia tiene un área total de 1663 km² (642,1 mi²), de la cual 795 km² (306,9 mi²) es tierra y 870 km² (335,9 mi²) (52.29%) es agua.

### Parroquias adyacentes
- Lago Pontchartrain - norte
- Parroquia de Orleans - este
- Parroquia de St. Bernard - este
- Parroquia de Plaquemines - este
- Golfo de México - sur
- Parroquia de Lafourche - oeste
- Parroquia de St. Charles - oeste

## Carreteras
- Interestatal 10
- U.S. Route 61
- U.S. Route 90
- Calzada del lago Pontchartrain
- U.S. Route 90
- U.S. Route 90 Business
- Carretera Estatal de Luisiana 18
- Carretera Estatal de Luisiana 23
- Carretera Estatal de Luisiana 45
- Carretera Estatal de Luisiana 1

## Demografía
En el 2000 la renta per cápita promedia de la parroquia era de $38,435, y el ingreso promedio para una familia era de $45,834. En 2000 los hombres tenían un ingreso per cápita de $35,081 versus $24,921 para las mujeres. El ingreso per cápita para la parroquia era de $19,953. Alrededor del 13.70% de la población estaba bajo el umbral de pobreza nacional.

## Comunidades
| Población total: 257.239 - 146.136 – Metairie (no incorporada) - 70.517 – Kenner (ciudad) - 14.588 – River Ridge (no incorporada) - 11.843 – Jefferson (no incorporada) - 9.885 --Harahan (ciudad) - 4.270 – Elmwood (no incorporada) | Población total: 181.464 - 36.165 – Marrero (no incorporada) - 25.430 – Terrytown (no incorporada ) - 22.226 – Harvey (no incorporada) - 17.423 – Gretna (ciudad) - 15.880 – Estelle (no incorporada) - 13.058 – Woodmere (no incorporada) - 11.405 – Timberlane (no incorporada ) - 10.763 – Westwego (ciudad) - 9.435 – Waggaman (no incorporada) - 8.323 – Bridge City (no incorporada) - 5.441 – Avondale (no incorporada) | Población total: 5.046 - 2.137 – Jean Lafitte (pueblo) - 1.576 – Lafitte (no incorporada) - 5.67 – Crown Point (no incorporada) - 1.333 – Barataria (no incorporada) - 1.541 – Grand Isle (pueblo) - --Isle Grand terre (no incorporada) - --Bassa Bassa (no incorporada) - --Beauregard Island (no incorporada) - --Fifi Island (no incorporada) |

## Educación
Las Escuelas Públicas de la Parroquia de Jefferson gestiona escuelas públicas.